# 홍은철
홍은철(洪恩喆, 본명 홍원철 1959년 10월 29일 ~ )은 MBC 아나운서 출신 프리랜서 아나운서이다. 종교는 개신교이다.
- 1984년 KBS 대구방송총국 데뷔 하여 1985년 MBC에 입사 이전하여 데뷔 이직하여 데뷔 하여, 1993년부터 2003년까지 출발! 비디오 여행을 진행하면서 이름을 알렸다.

- 1985년 데뷔 이직 할때 데뷔 홍은철 이란 예명을 변경 하고 현재까지 이루고 있다.

## 경력
- 2002년 1월 ~ 2005년 12월 MBC 아나운서국 아나운서1부 부장대우
- 2005년 12월 ~ 2016년 2월 MBC 아나운서국 아나운서2부 부장급.
- 2016년 프리랜서 선언. 영화 전문 프리랜서 아나운서 활약.

## 학력
- 1979년 ~ 1986년 숭실대학교 전자공학과 학사
- 2010년 ~ 2013년 감리교신학대학교 목회신학대학원 신학석사